# Minimal wave
Minimal wave o minimal synth son unos controvertidos términos usados retrospectivamente para denominar a la música electrónica pre-MIDI con temática de soledad y desapego. Incluye temas oscuros atípicos de géneros como new wave, electropunk, synthpop, post-punk, coldwave, electroclash y electropop. Aunque gran parte de la música Minimal Wave fue creada a finales de los 1970s y principios de 1980s, posteriormente fueron apareciendo temas en diferentes compilaciones. El género no tenía nombre hasta que un sello discográfico del mismo nombre comenzó a lanzar reediciones a mediados de los 2000s.

## Orígenes
El fenómeno Punk de los 1970s creó un reto al monopolio de los estudios de grabación, dando a intérpretes jóvenes la confianza para hacer directos relativamente poco elaborados. En el post-punk, las nuevas tecnologías, especialmente sintetizadores más económicos, como los sintetizadores Roland TB-303 y Wasp , condujeron a una expansión popular de estilos de música electrónica. La música, especialmente en las producciones originales, tenían generalmente una estética D.I.Y. (hágalo usted mismo, "do it yourself" en inglés); Muchos artistas componían en sus dormitorios y en garajes e intercambiaban trabajos en casete, sorteando así a los productores de vinilo importantes y generando el auge de la cultura del casete de los 1980s.

## Características
Los músicos en el género eran a menudo influidos por movimientos de vanguardia como futurismo y constructivismo, y por la literatura de ciencia ficción y existencialismo.
Los elementos distintivos del género son estructuras musicales mínimas,  producciones relativamente toscas y el uso de percusión y sintetizadores analógicos de los 1970s y 1980s. Los arreglos instrumentales presentaban "beats mecánicos" y "patrones repetitivos cortos", además de "programación de ritmos notablemente sintetizada y melodías etéreas y con predominancia de frecuencias medias/altas" qué enfatizaban la artificiosidad del sonido sintetizado. Los arreglos vocales "actuaban como contrapunto a esta artificiosidad."

## Escenas
En su día, el género tuvo subculturas en todo el mundo, pero fue más notable en Europa (particularmente el Reino Unido) y los EE. UU., donde los equipos para crear este tipo de música estaba disponible más fácilmente.
El fanzine CLEM (Lista de Contacto De Músicos Electrónicos) ayudó crear una comunidad de músicos del género en todo el mundo con anterioridad al uso de Internet.
Muchos de los músicos en el género colaboraron vía correo.

## Etimología
Veronica Vasicka, fundadora del sello Minimal Wave records, reclamó el haber acuñado el nombre de género. En una entrevista en 2009 dijo, "Tuve esta colección de revistas holandesas de inicios de los 80s, y usaban los términos "minimal electronics", "new wave", "coldwave" y otros más. Pensé que debía haber un término que cubriera toda esta música, y se me ocurrió que "Minimal wave" podría serlo. Cuándo registré el sitio web, registré el nombre.".
Un autor, revisando una de las recopilaciones del sello, escribió "Minimal Wave como sinécdoque de una escena más amplia ha sido un término de controversia para muchos. El término se deriva del sello del mismo nombre, pero se ha convertido en algo así como un sustituto de todo el espectro de la música que Vasicka defendió."
Vasicka, consciente de que esta música estaba incluida en otros géneros, en un acto publicitario en 2009 para la misma recopilación escribía:"El género Minimal Wave, de hecho formalizado sólo hace varios años a raíz de un resurgir del interés por las raíces de la New Wave pre-MIDI  (1978-1985)(principalmente de América del Norte, Europa y Japón), es a veces referida como minimal electronic, minimal synth, coldwave, new wave, technopop, o synthpop, dependiendo de el estilo particular, año, y ubicación de la banda."

## Artistas notables
- Absolute Body Control
- Blancmange
- Crash Course In Science
- Felix Kubin
- Final Program
- Kas Product
- Liaisons Dangereuses
- Polyphonic Size
- Solid Space
- SPK

## Artistas de la escena en los años 2000
- ADULT
- Sixth June
- Black Marble

## Ejemplos dignos de mención del Género
La mayoría de las entradas en este apartado han sido extraídos de un artículo publicado por Veronica Vasicka en 2010,  muchos de ellos anteriores al primer uso del término.
- Oppenheimer Analysis Oppenheimer Analysis (Minimal Wave 12″, 2005)
- Solid Space "Space Museum" (In Phaze MC, 1982)
- Linear Movement "On The Screen" (Minimal Wave LP, 2008)
- Unovidual + Tara Cross ‘Like I Am, Comme Je Suise’ (from Entropies, Micrart MC, 1986)
- Borghesia "Ljubav Je Hladnija Od Smrti" (Fv Zalozba, Toto Alle Prese Coi Disci LP, 1985)
- 1000 Ohm ‘A.G.N.E.S.’ (Ace Records 7″, 1979)
- IKO "83" (Manhattan-Formula LP, 1982)
- Ceramic Hello "The Absence of a Canary" (Mannequin Records LP, 1981)
- Guyer’s Connection "Portrait" (Self-released LP, 1983)
- Kym Amps ‘You Don’t Know My Name (But I Know You)’ (Diversion 7″)
- Night Moves ‘Transdance’ (GC Recordings 12″, 1981)
- Psychic Youth ‘Step In Time’ (Self-released 7″, 1982)
- Snowy Red "The Right To Die" (Dirty Dancing LP, 1982)
- Futurisk "Player Piano EP" (Clark Humphrey Records 7″, 1982)
- Stephan Eicher "Stephan Eicher Spielt Noise Boys" (Off Course Records 7″, 1980)
- Ruins "Fire" (CGD 12″, 1984)
- Experimental Products "Prototype" (Short Circuit LP, 1982)
- Circuit 7 ‘Video Boys’ (Rapp/Micro Records 7″, 1984)
- A Blaze Colour ‘Against The Dark Trees Beyond’ (Self-released MC, 1981)
- Stereo "Somewhere In The Night" (Minimal Wave LP, 1982/2008)